# میل اسپرینگ، میزوری
میل اسپرینگ (به انگلیسی: Mill Spring) یک روستا در ایالات متحده آمریکا است که در شهرستان وین، میزوری واقع شده‌است.
میل اسپرینگ ۱٫۱۴ کیلومتر مربع مساحت و ۱۵۹ نفر جمعیت دارد و ۱۳۳ متر بالاتر از سطح دریا واقع شده است.